# Peter MacGregor-Scott
Peter John MacGregor-Scott, auch Peter Macgregor-Scott (* 28. Dezember 1947 in Maidenhead, Berkshire, England; † 25. Oktober 2017 in New York City) war ein britisch-amerikanischer Filmproduzent.

## Leben und Wirken
Der Sohn des Filmstudiomanagers J. C. MacGregor-Scott begann seine Karriere Mitte der 1960er Jahre als Regieassistent in Hongkong. 1970 kam er in die USA, wo er seitdem als Aufnahmeleiter (so beispielsweise 1971 bei dem Heist-Movie Day of the Wolves, einem seiner ersten US-Filme) und Regieassistent arbeitete. 1976 begann er seine Produzententätigkeit, am 5. Mai 1978 wurde Peter MacGregor-Scott eingebürgert. 
MacGregor-Scotts frühe Produktionen sind überwiegend B-Movies, darunter auch mehrere Kifferkomödien des Duos Cheech und Chong. Rasch spezialisierte er sich auf Actionfilme, darunter mehrere Filme mit Steven Seagal. Seit den 1990er Jahren ist MacGregor-Scott an der Herstellung von A-Filmen beteiligt, zumeist in Zusammenarbeit mit anderen Produzenten. Nach einer Reihe von Kritiker- bzw. Kassenflops (Batman & Robin, Tötet Smoochy, Jede Sekunde zählt – The Guardian) zog sich MacGregor-Scott zu Beginn des neuen Jahrtausends allmählich von der Spielfilmproduktion zurück.
Sein Bruder Ian MacGregor-Scott (* 1949) arbeitet als Toncutter beim Film.

## Filmografie (Auswahl)
- 1976: The Great Texas Dynamit Chase (Associate Producer, auch Drehbuch)
- 1978: Der Gefangene von Zenda (The Prisoner of Zenda, Associate Producer)
- 1979: Reichtum ist keine Schande (The Jerk, Associate Producer)
- 1980: Noch mehr Rauch um überhaupt nichts (Cheech & Chong's Next Movie)
- 1981: Das schönste Freudenhaus in Texas  (The Best Little Whorehouse in Texas)
- 1983: Cheech & Chong – Jetzt raucht gar nichts mehr (Still Smokin)
- 1984: Die Rache der Eierköpfe (Revenge of the Nerds)
- 1984: Gotcha! – Ein irrer Trip (Gotcha!, Supervising Producer)
- 1986: Die Whoopee Boys (The Whoopee Boys)
- 1987: Born in East L. A.
- 1988: Die Wilde von Beverly Hills (Troop Beverly Hills)
- 1990: Little Vegas
- 1990: Zum Töten freigegeben (Marked for Death)
- 1991: Deadly Revenge – Das Brooklyn-Massaker (Out for Justice)
- 1991: Alarmstufe: Rot (Under Siege)
- 1993: Auf der Flucht (The Fugitive)
- 1994: Black Beauty
- 1995: Batman Forever
- 1997: Batman & Robin
- 1997: Ein perfekter Mord (A Perfect Murder)
- 2001: Tötet Smoochy (Death to Smoochy)
- 2006: Jede Sekunde zählt – The Guardian (The Guardian)
- 2009: Wings Over the Rockies (Dokumentarkurzfilm)